# María del Carmen
Pour les articles homonymes, voir Carmen.
Personnages
- María del Carmen, (soprano)
- Javier, un homme riche, amoureux de María (ténor)
- Pencho, un pauvre journalier, amoureux de María (baryton)
- Concepción (mezzo-soprano)
- Fuensanta (soprano)
- Domingo, père de Javier (baryton-basse)
- Don Fulgencio, le médecin local (ténor)
- Pepuso, un vieux paysan (baryton)
- Migalo (basse)
- Antón (ténor)
- Roque (baryton)
- Andrés (ténor)
- Un chanteur cultivateur (voix hors de la scène, ténor)

María del Carmen est un opéra en trois actes d'Enrique Granados, sur un livret de José Feliú y Codina, basé sur son œuvre homonyme de 1896. L'opéra a été créé au Théâtre de Parish à Madrid le 12 novembre 1898. Ce fut le premier succès sur scène de Granados. Bien qu'elle soit assez peu jouée aujourd'hui, cette œuvre est considérée comme son meilleur opéra. À la fin de ses premières représentations à Madrid, la reine Marie-Christine a décerné à Granados la Croix de Charles III en reconnaissance de son travail. L'opéra, parfois décrit comme une version espagnole de Cavalleria rusticana de Mascagni mais avec une fin heureuse, se situe dans un village de la région de Murcie et met en scène María (soprano) et ses deux prétendants, le pauvre journalier Pencho (baryton) et son riche rival, Javier (ténor).

## Histoire
Un critique du Diario de Barcelona rapporte qu'après la création en 1896 de l'œuvre théâtrale de Feliú i Codina María del Carmen, il a entendu un autre critique dire à l'auteur « Pour l'amour de Dieu, ne permettez pas que quelqu'un mette de la musique sur cette pièce ». Cependant, Feliú i Codina, qui avait déjà écrit le livret pour une zarzuela en un acte de Granados, Los Ovillejos, a été d'accord pour adapter son œuvre pour l'opéra de Granados. Le livret résultant est une version considérablement raccourcie de la version originale et comporte également une simplification de l'intrigue. D'autre part, il a ajouté une procession villageoise à l'acte 1 et une scène de bal pendant la fête à l'acte 2. Granados et Feliú i Codina se sont efforcés d'écrire un livret "authentique", en voyageant dans la campagne de Murcie pour observer le paysage de la région, sa culture, ses chansons et la manière de parler. Le compositeur Amadeo Vives a joué un rôle essentiel pour assurer la première représentation de l'opéra à Madrid et a apporté son aide pour coordonner la production avec le Théâtre Parish. Durant les répétitions orchestrales, Granados a reçu l'aide de Pablo Casals, qui a également dirigé une représentation privée de l'opéra au Teatro Principal de Madrid avant la création officielle.
La partition de María del Carmen a eu une histoire mouvementée. Granados gardait le manuscrit original avec ses affaires lorsqu'en 1916 le Sussex a été coulé par un U-boat allemand. Les affaires, et la partition de María del Carmen, ont été récupérées après le naufrage. En 1939, le fils de Granados, Víctor, a amené la partition originale (ainsi que les partitions originales de trois autres œuvres de Granados) à Nathaniel Shilkret et a signé un contrat pour la publication de celles-ci par Shilkret et le fils de Shilkret, Arthur. Cependant, les objections soulevées par le reste de la famille Granados ont empêché que les œuvres soient publiées. En décembre 2009, la partition originale complète de l'œuvre a été déposée à la bibliothèque de l'Université de Californie à Riverside.
Selon le récit de Walter Aaron Clark dans Enrique Granados: Poet of the Piano, les uniques copies de la partition qui étaient disponibles à l'époque où il écrivait la biographie de Granados, contenaient probablement des révisions postérieures faites par le fils de Granados, Eduardo.

## Histoire des représentations

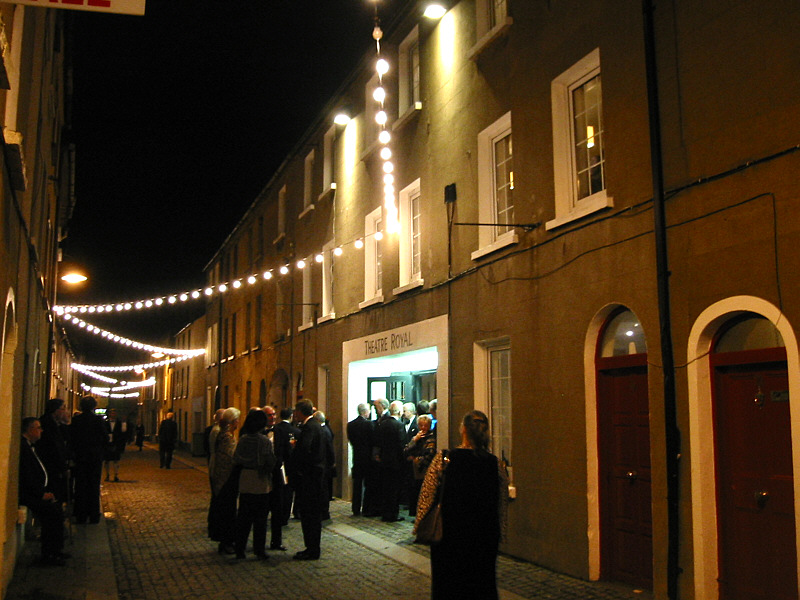
Le Theatre Royal de Wexford, où le 23 octobre 2003 María del Carmen a été représentée pour la première fois en dehors de l'Espagne.

María del Carmen a été créée au Théâtre de Parish à Madrid le 12 novembre 1898, dirigée par le compositeur. Elle a été très bien accueillie par une partie du public et la majorité de la critique, et elle a été représentée jusqu'au 9 janvier 1899. Feliú i Codina n'était pas là pour partager le triomphe du compositeur. Il était décédé l'année d'avant, à 52 ans. María del Carmen a été créée plus tard à Barcelone le 31 mai 1899 au Théâtre Tivoli. À cette occasion, la réception a été considérablement moins chaleureuse qu'à Madrid. Le mouvement nationaliste catalan était en plein développement pour défendre la culture et la langue catalane. Une partie du public s'est indigné de ce qu'un opéra, œuvre d'un compositeur et d'un librettiste catalans, se passe en dehors de la Catalogne et qu'il ne contienne ni musique ni thèmes catalans. Un critique de l'époque a suggéré que les seuls applaudissements provenait d'une claque embauchée dans ce but. Après onze représentations au Théâtre Tivoli, l'opéra a été représenté quelques fois de plus à Valence en 1899 et a été représenté de manière sporadique à Madrid entre mai 1899 et janvier 1900. Puis il est tombé dans l'oubli, à l'exception d'une reprise en 1935 au Grand théâtre du Liceu de Barcelone, dirigée par Joan Lamote de Grignon avec la fameuse soprano Conchita Badía dans le rôle-titre, plus quelques autres rares représentations en Espagne dans les années 1960.
Quarante ans plus tard, le chef espagnol Max Bragado-Darman a préparé une nouvelle édition critique de la partition. Quelques extraits ont été joués à Murcie, lors d'un concert au Teatro Circo d'Orihuela le 23 mars 2002 durant le Festival Internacional de Orquestas de Jóvenes. En 2003, la partition a été utilisée pour une production théâtrale en Irlande et au Festival de l'Opéra de Wexford. La production dont la première a eu lieu le 23 octobre 2003 au Theatre Royal (en) de Wexford, marque la première et (jusqu'à maintenant) l'unique représentation mise en scène de María del Carmen hors d'Espagne. La production de Wexford a été dirigée par Max Bragado-Darman avec comme metteur en scène Sergio Vela et Diana Veronese dans le rôle-titre. La représentation la plus récente, mais en version de concert, a eu lieu au Liceu le 19 février 2006. Elle était dirigée par Josep Caballé-Domènech avec Ana María Sánchez dans le rôle-titre.

## Argument
Époque: fin du XIXe siècle
Lieu: une localité rurale dans la province espagnole de Murcie
Le fermier Pencho et María sont amoureux l'un de l'autre. Pencho a blessé le riche Javier au cours d'une lutte au sujet des droits de l'eau et a fui en Algérie. Pour sauver la vie de Pencho lorsqu'il est de retour, María soigne Javier, et découvre que lui aussi est tombé amoureux d'elle. L'action de l'opéra commence avec le retour de Pencho au village. Celui-ci découvre, déçu, que María va se marier avec Javier pour le sauver des poursuites lancées contre lui. Pencho déclare que son honneur ne peut tolérer un tel sacrifice. Durant une fête au village, un affrontement se produit entre Pencho et Javier et les deux conviennent de se battre en duel (milieu du troisième acte).
Le moment du duel se rapprochant, María se sent angoissée. Alors qu'elle aime encore Pencho, elle ressent de l'amour pour Javier et ne souhaite pas le voir mort. Le père de Javier arrive et sans aucun succès, essaie de convaincre Pencho d'abandonner toute prétention sur María. Javier apparaît et le duel va commencer. Cependant, la tragédie est interrompue par l'arrivée du médecin local, Don Fulgencio. Il dit à Domingo que Javier est tout près de mourir de la tuberculose et qu'il ne peut rien faire pour le sauver. Javier se rend compte alors de l'inutilité du duel, se réconcilie avec María et Pencho, et les aide à s'échapper.

## Discographie
María del Carmen  - Diana Veronese (María del Carmen); Concepción (Larisa Kostyuk); Fuensanta (Silvia Vázquez); Jesús Suaste (Pencho); Dante Alcalá (Javier); Gianfranco Montresor (Domingo); David Curry (Don Fulgencio); Aleberto Arrabal (Pepuso); Stewart Kempster (Migalo); Ricardo Mirabelli (Antón); Alex Ashworth (Roque); Nicholas Sharratt (Andrés); Vicenç Esteve (Un chanteur cultivateur). Chœur du Festival de l'Opéra de Wexford, Orchestre Philharmonique National de Biélorussie, Max Bragado-Darman (chef d'orchestre). Enregistré en direct au Théâtre Royal, Wexford les 23, 26 et 29 octobre 2003. Label: Marco Polo 8.225292-93.

## Source
- (es) Cet article est partiellement ou en totalité issu de l’article de Wikipédia en espagnol intitulé « María del Carmen (ópera) » (voir la liste des auteurs).